# Мінамі Юта
Юта Мінамі (яп. 南 雄太, нар. 30 вересня 1979, Кавасакі) — японський футболіст, воротар клубу «Йокогама».
Виступав, зокрема, за клуби «Касіва Рейсол» та «Роассо Кумамото», а також молодіжну збірну Японії.

## Клубна кар'єра
У дорослому футболі дебютував 1998 року виступами за команду клубу «Касіва Рейсол», в якій провів одинадцять сезонів, взявши участь у 291 матчі чемпіонату.  Більшість часу, проведеного у складі «Касіва Рейсол», був основним голкіпером команди.
Своєю грою за цю команду привернув увагу представників тренерського штабу клубу «Роассо Кумамото», до складу якого приєднався 2010 року. Відіграв за команду з Кумамото наступні три сезони своєї ігрової кар'єри. Граючи у складі «Роассо Кумамото» також здебільшого виходив на поле в основному складі команди.
До складу клубу «Йокогама» приєднався 2014 року. Станом на 13 січня 2018 року відіграв за команду з Йокогами 105 матчів в національному чемпіонаті.

## Виступи за збірну
Протягом 1997–1999 років залучався до складу молодіжної збірної Японії. У її складі був учасником молодіжних чемпіонатів світу 1997 та 1999 років, на останньому з яких здобув з командою срібні нагороди. На молодіжному рівні зіграв в 11 офіційних матчах.